# Hochobir
L'Hochobir (2.139 m s.l.m. - in sloveno Ojstrc) è la montagna più alta delle Caravanche Settentrionali nelle Caravanche. Si trova in Carinzia.